# Apollo en Daphne (Bernini)
Apollo en Daphne is een beeldengroep van Gian Lorenzo Bernini die hij vervaardigde tussen 1622 en 1625. Het werk, dat door velen wordt beschouwd als het meesterwerk van beeldhouwkunst uit de barokperiode, is te zien in de Galleria Borghese in Rome. 
Op de leeftijd van 24 jaar vatte Bernini dit werk aan in opdracht van kardinaal Scipione Borghese, die de kunstenaar hiervoor in totaal 1.000 scudi betaalde. Bernini onderbrak de werkzaamheden gedurende ongeveer een jaar voor de vervaardiging van het beeld van David voor dezelfde opdrachtgever, en voltooide de Apollo en Daphne in 1625. Sindsdien bevindt deze beeldengroep zich in zaal III van de Galleria Borghese.
Zoals vele kunstwerken uit de renaissance en de barokperiode is ook dit werk geïnspireerd op het epos Metamorphoses van de Latijnse dichter Publius Ovidius Naso, meer bepaald op Boek 1, 452-567. Dit verhaal was voorheen reeds weergegeven in de schilderkunst, maar was vóór Bernini nog nooit omgezet in een sculptuur. 
Het beeldhouwwerk is 243 cm hoog en is vervaardigd uit marmer van Carrara. Voor de weergave van de lichamen, het haar, de kledingstukken, de schors en het gebladerte heeft de kunstenaar telkens verschillende sculptuurtechnieken toegepast.
Samengevat gaat het verhaal als volgt: Apollo die als god o.a. het boogschieten onder zijn hoede had, was zo hoogmoedig geweest om te spotten met de liefdesgod Cupido en diens kleine pijl-en-boogje. Maar Cupido nam wraak: hij schoot een pijl met gouden punt af op Apollo, die daardoor razend verliefd werd op het eerste meisje dat hij zag: de nimf Daphne. Maar zij werd door Cupido getroffen met een loden pijl, waardoor ze totaal ongevoelig werd voor alle liefde.
Ook de vleiende woorden en smeekbeden van Apollo konden Daphne niet verleiden, en doodsbang ontvluchtte ze haar achtervolger in een vliegende vaart. Wanneer die haar bijna inhaalde, kon ze enkel nog om redding smeken tot haar vader, de riviergod Peneios. En die redding kwam op een wonderbaarlijke manier: Daphne verandere in een laurierboom (in het Grieks δάφνη [daphnè]). Maar de liefde van Apollo, tevens de god van de dichtkunst, was nog niet geblust: hij troostte zich door de laurier aan hem toe te wijden en zijn hoofd te omkransen met haar eeuwig groene bladeren. In de oudheid wordt Apollo als god van de poëzie dan ook vaak afgebeeld met een lauwerkrans, als symbool van zijn onvergankelijke roem.
Bernini geeft het moment weer waarop Apollo de angstig vluchtende nimf voor het eerst kan aanraken. Hij rent in snelle vaart, zoals blijkt uit de houding van zijn benen en zijn wapperende mantel. Daphne daarentegen kan zich niet meer verroeren zodra zij door de god wordt aangeraakt. Haar beeld geeft perfect de gedaanteverandering weer zoals Ovidius ze had beschreven in de verzen 549-551; deze kunnen als volgt kunnen worden vertaald: Haar tere lijf wordt overdekt door dunne schors; Haar haren groeien uit tot lover, haar armen tot takken; Haar voet die zopas nog zo snel was, zit vast in stugge wortels. De Latijnse verzen zijn geciteerd op het (recentere) voetstuk van het beeld (zie foto). 
Aan de andere zijde van het voetstuk is het moraliserende distichon te lezen (zie foto) dat kardinaal Maffeo Barberini, de latere paus Urbanus VIII, in 1621 dichtte en dat deze verheerlijking van mannelijke drift en vrouwelijke charme vergoelijkt: Elke minaar die het genot van vluchtige schoonheid achternazit, vult zijn handen met gebladerte of plukt wrange vruchten. Beide opschriften zijn vervat in de heraldische symbolen van de familie Borghese: een adelaar en een (moeilijker herkenbare) draak.
Zaal III van de Galleria Borghese waar deze sculptuur zich bevindt, is genoemd naar Apollo en Daphne. Oorspronkelijk stond het werk op een lager voetstuk en tegen een muur zoals Bernini het wenste, zodat de toeschouwer het van achteren benaderden en geleidelijk de metamorfose ontdekte. In 1785 werd het naar het beeld midden van de zaal verplaatst, waardoor de toeschouwer het vanuit 360 graden kan bewonderen. Uit 1780 dateert de plafondschildering van deze zaal van de hand van Giovanni Battista Marchetti, die dezelfde mythe uitbeeldt. 

## Galerij
De foto's hierna volgen elkaar op in de volgorde waarin Bernini de toeschouwer de gedaanteverandering wilde laten ontdekken: beginnend aan de achterzijde van het beeld, en dan in tegenwijzerzin.

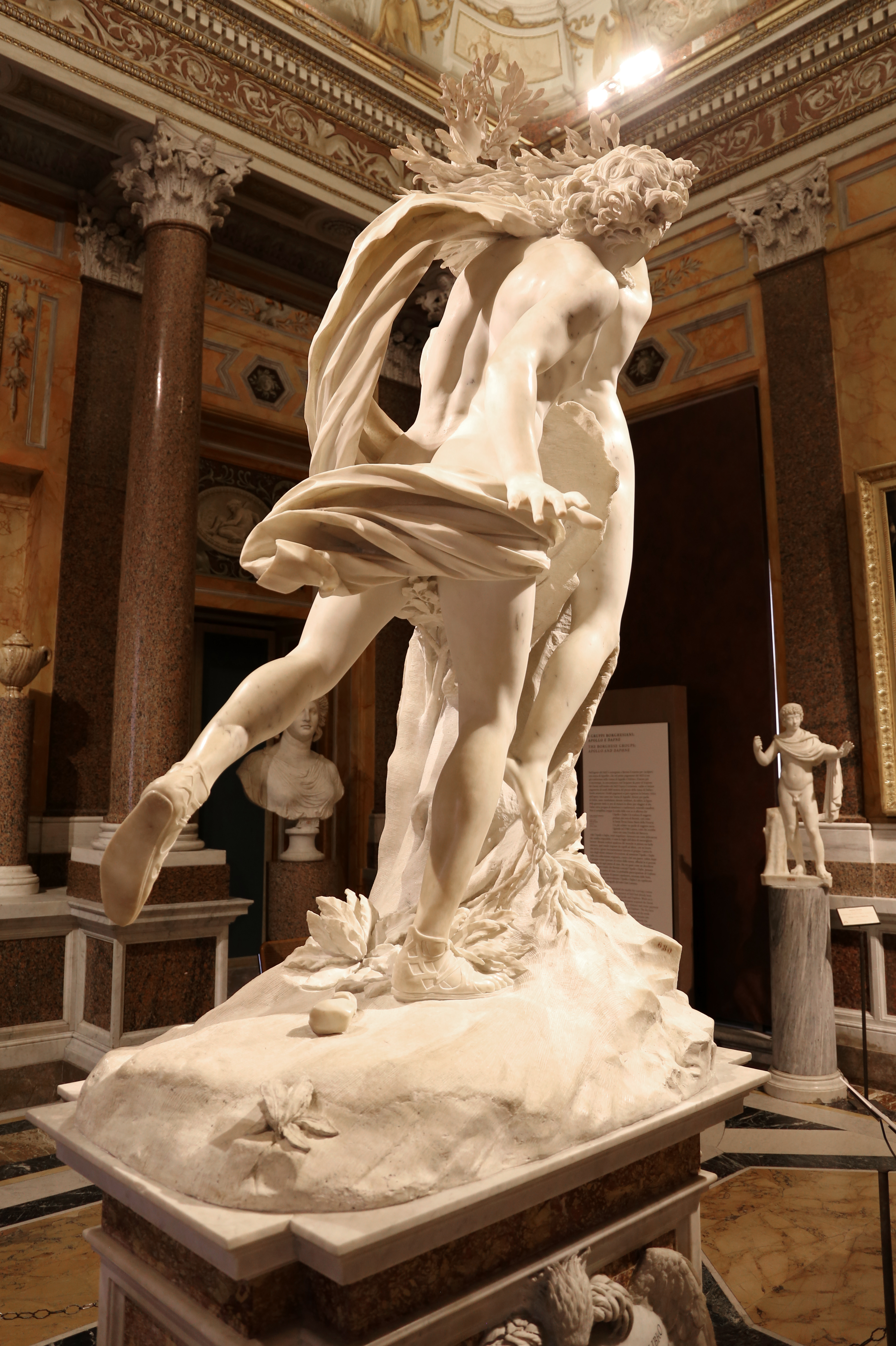
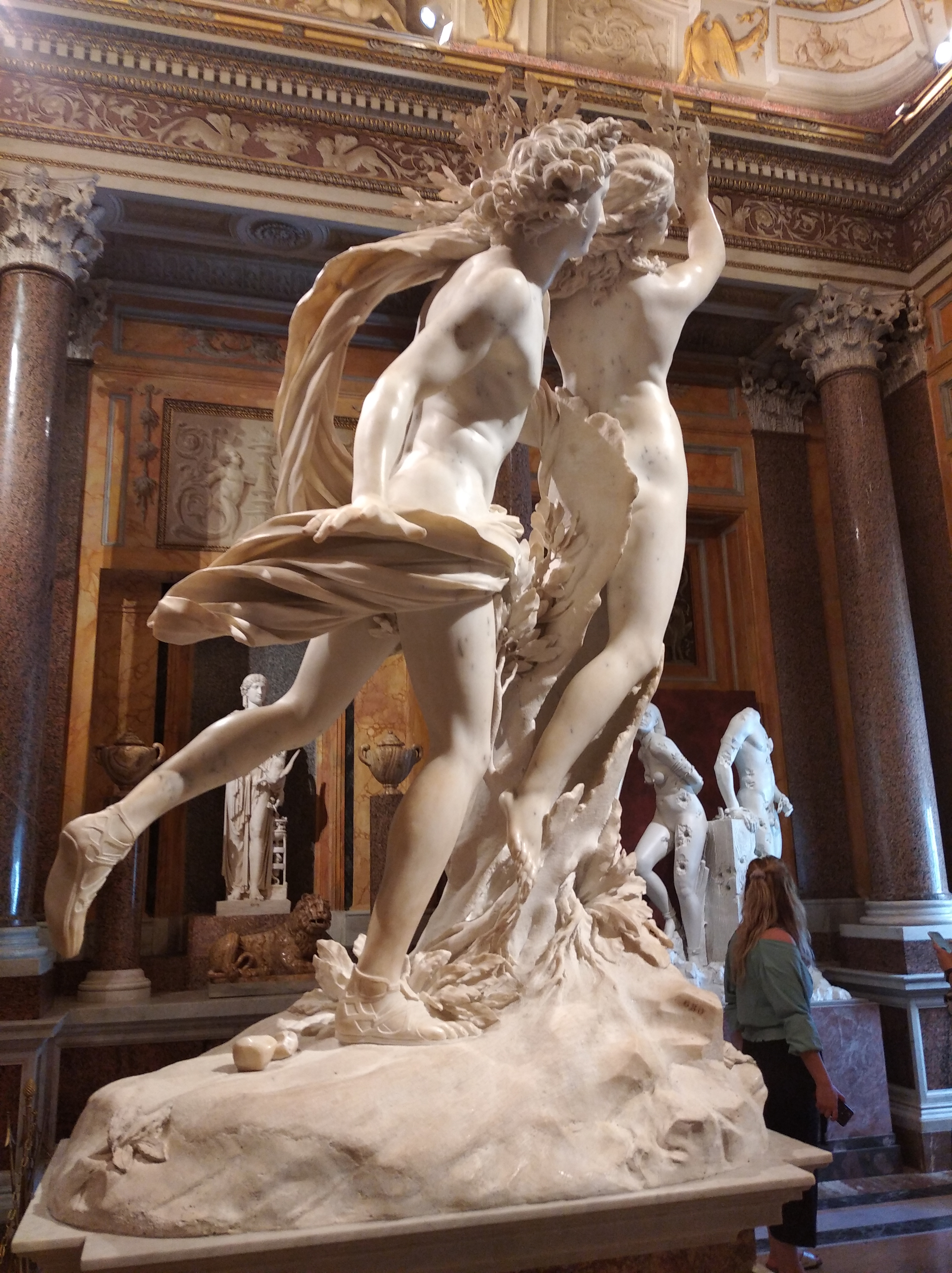
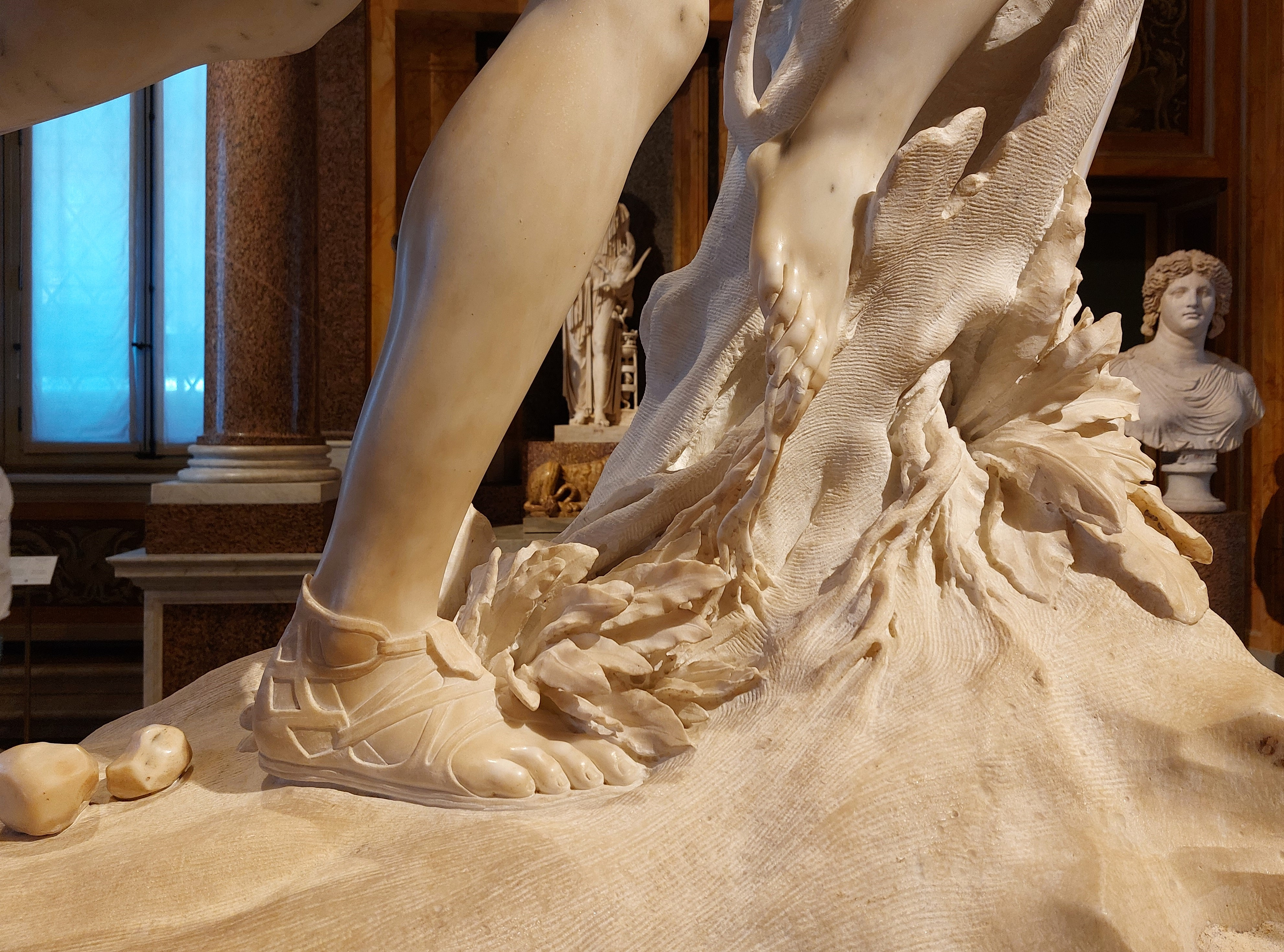
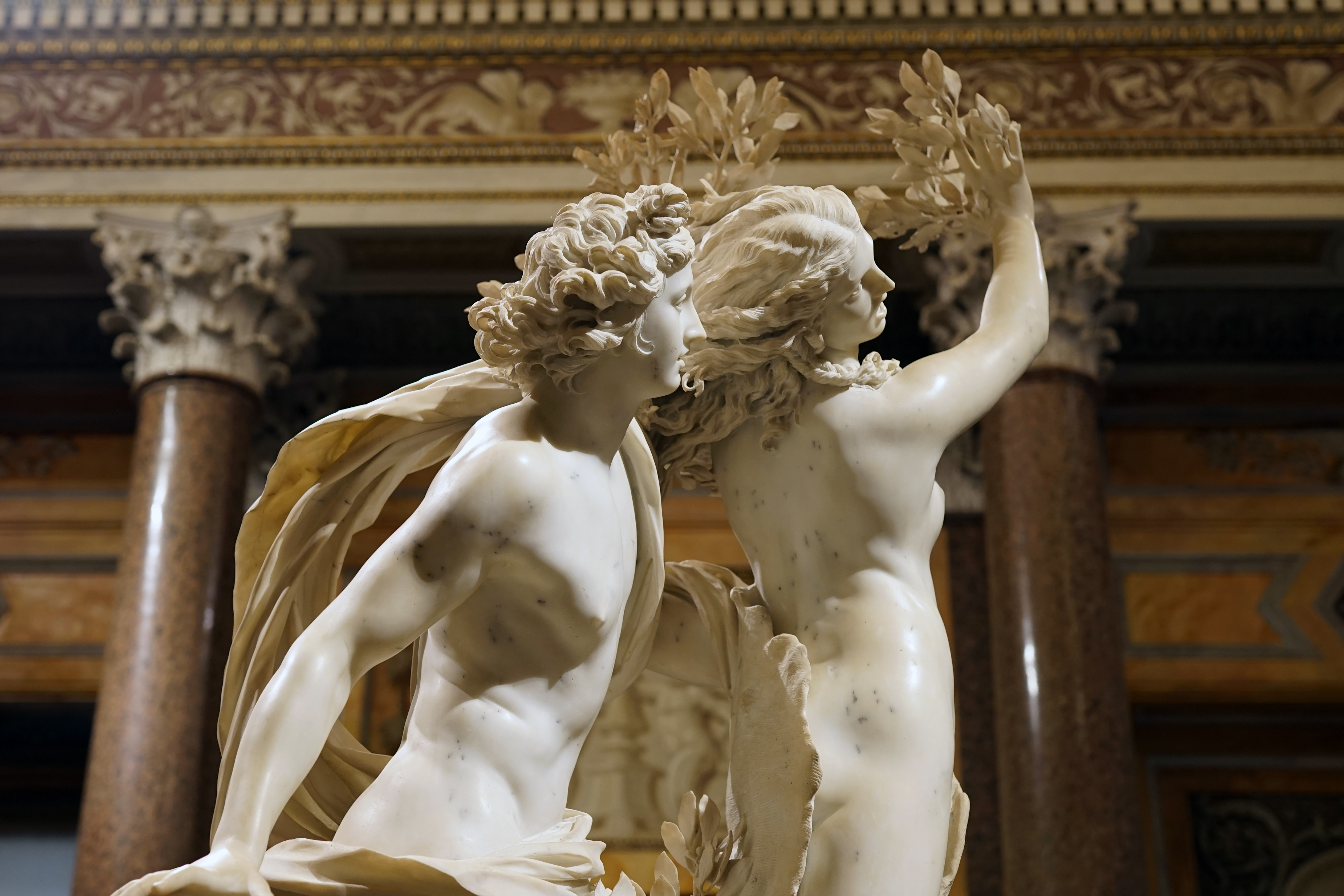
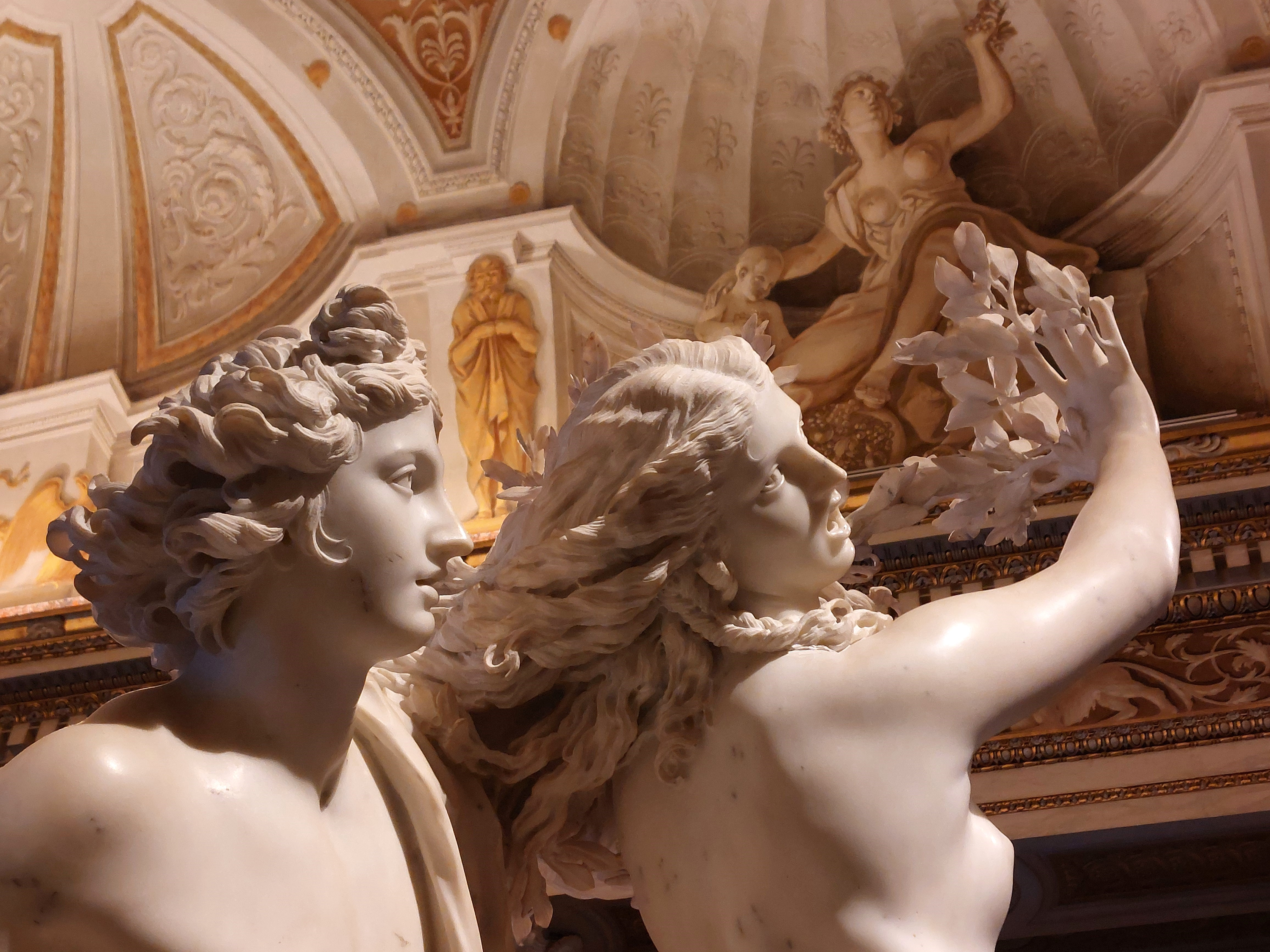
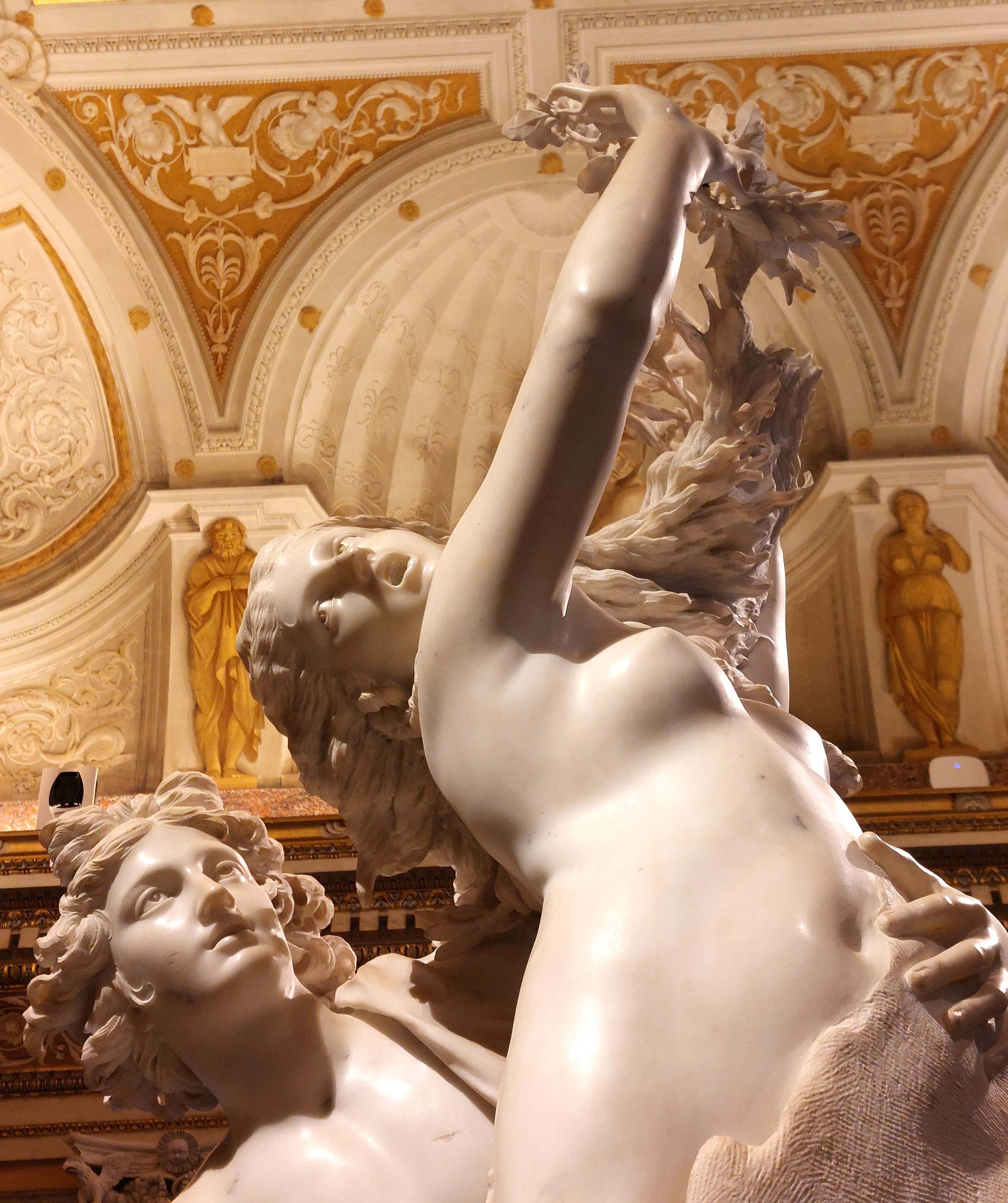
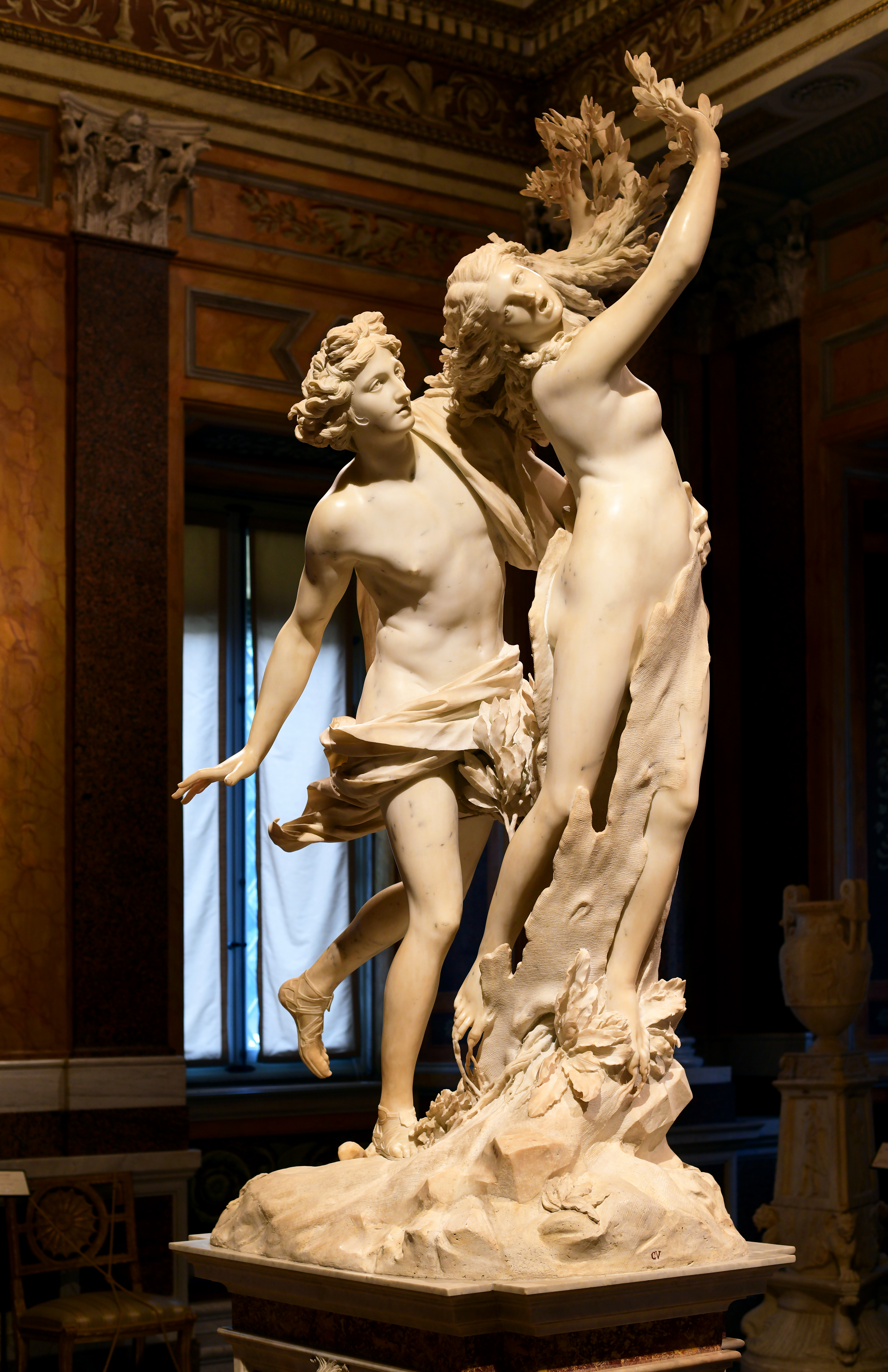
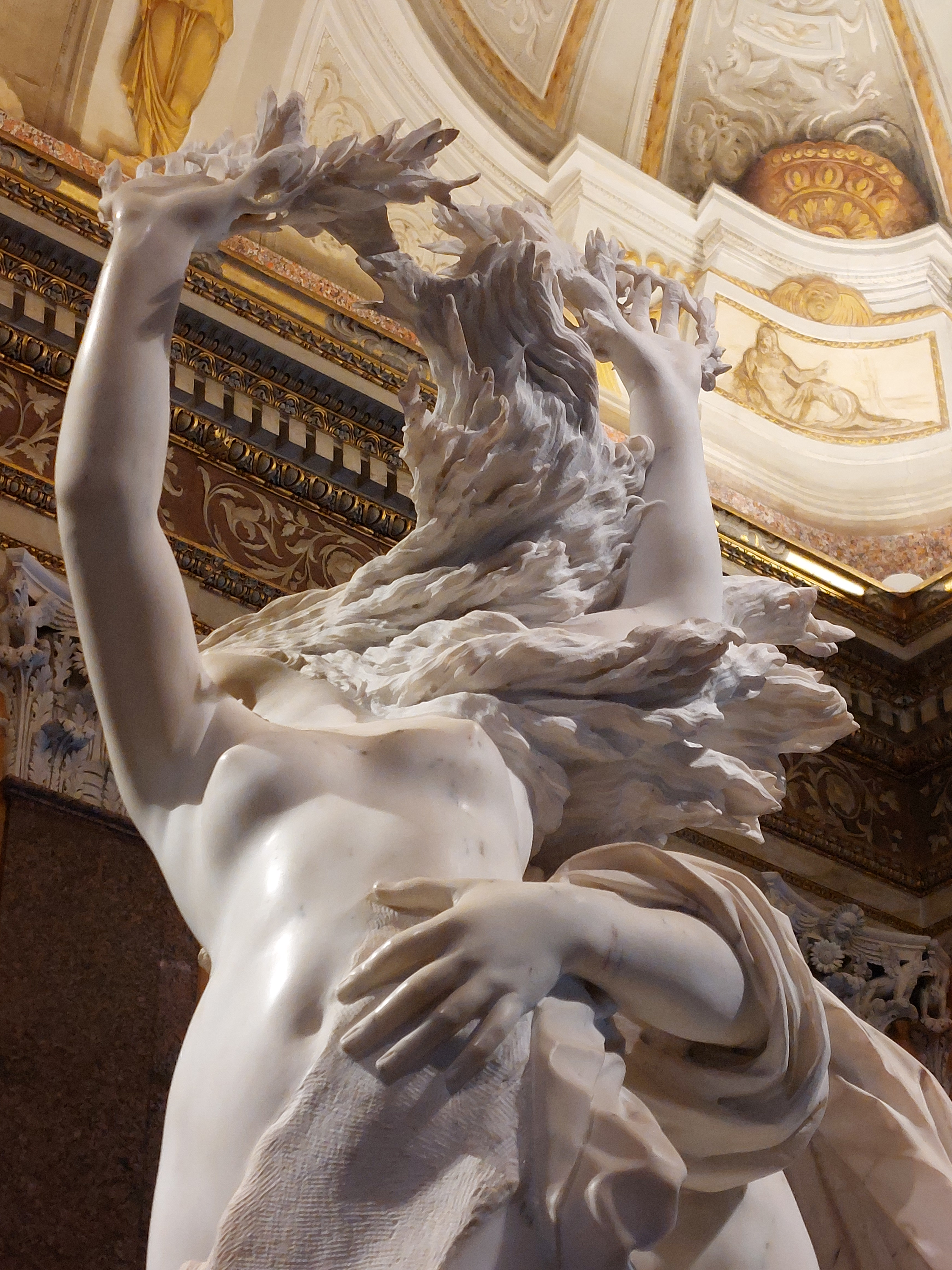
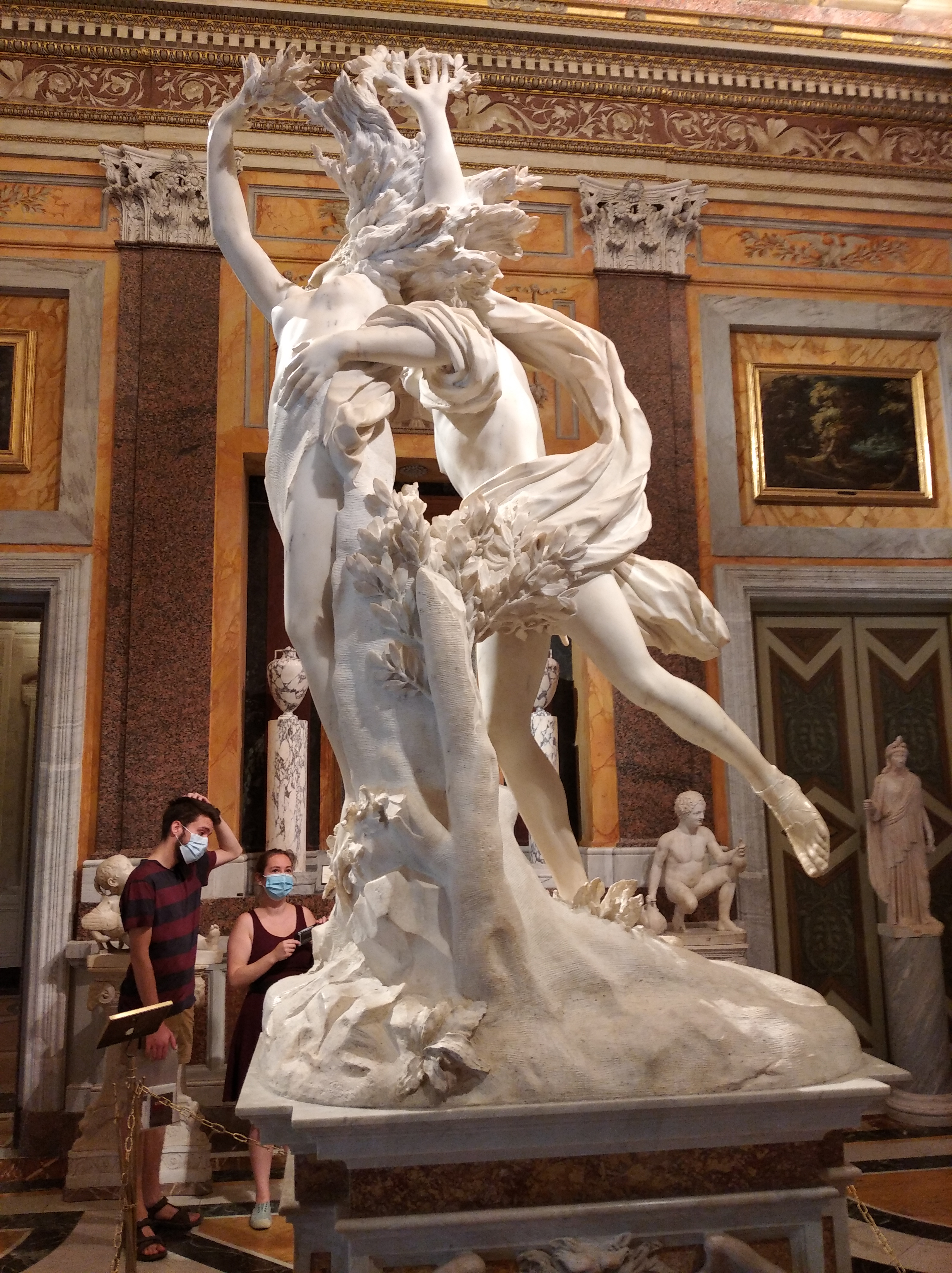
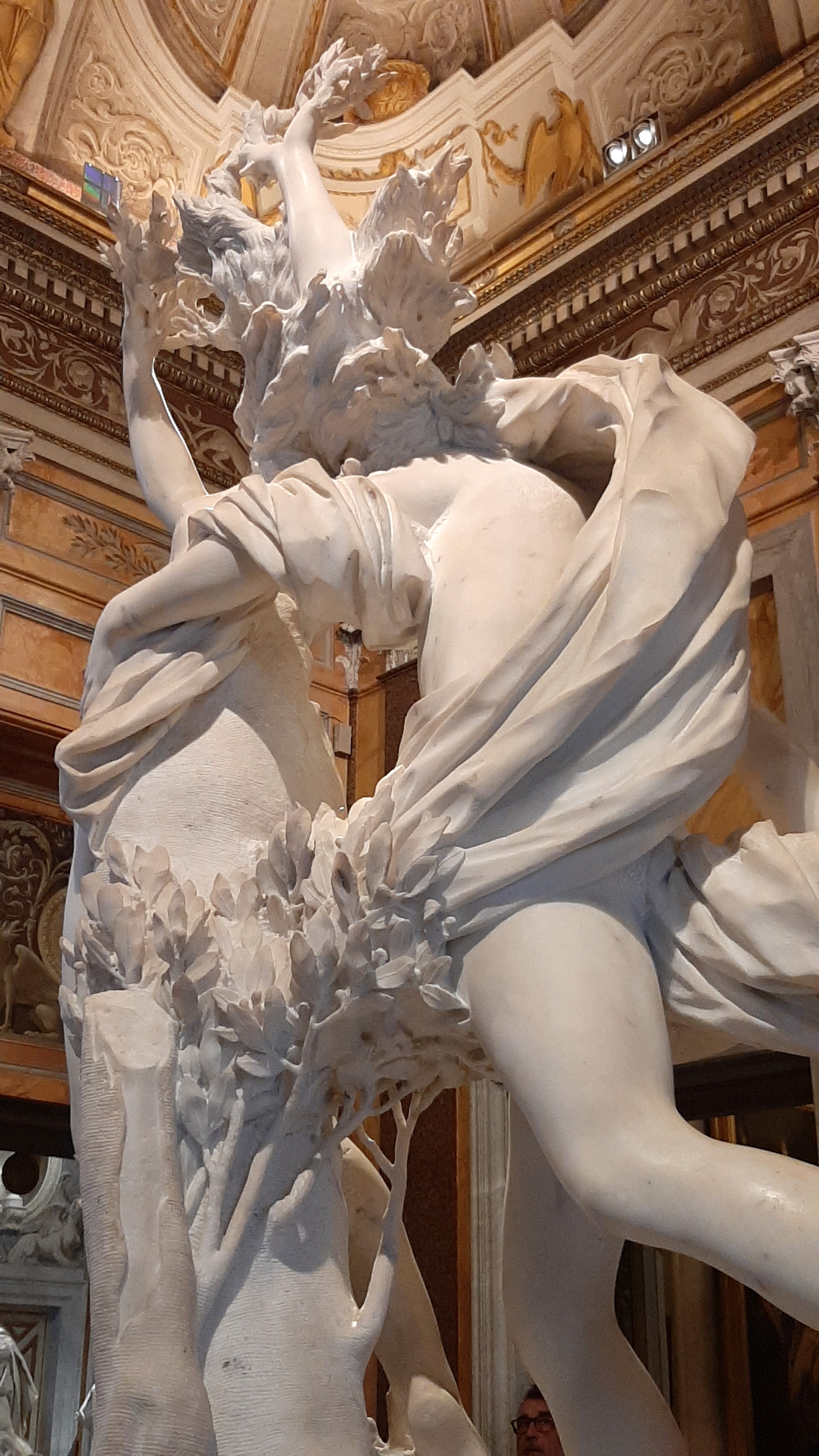
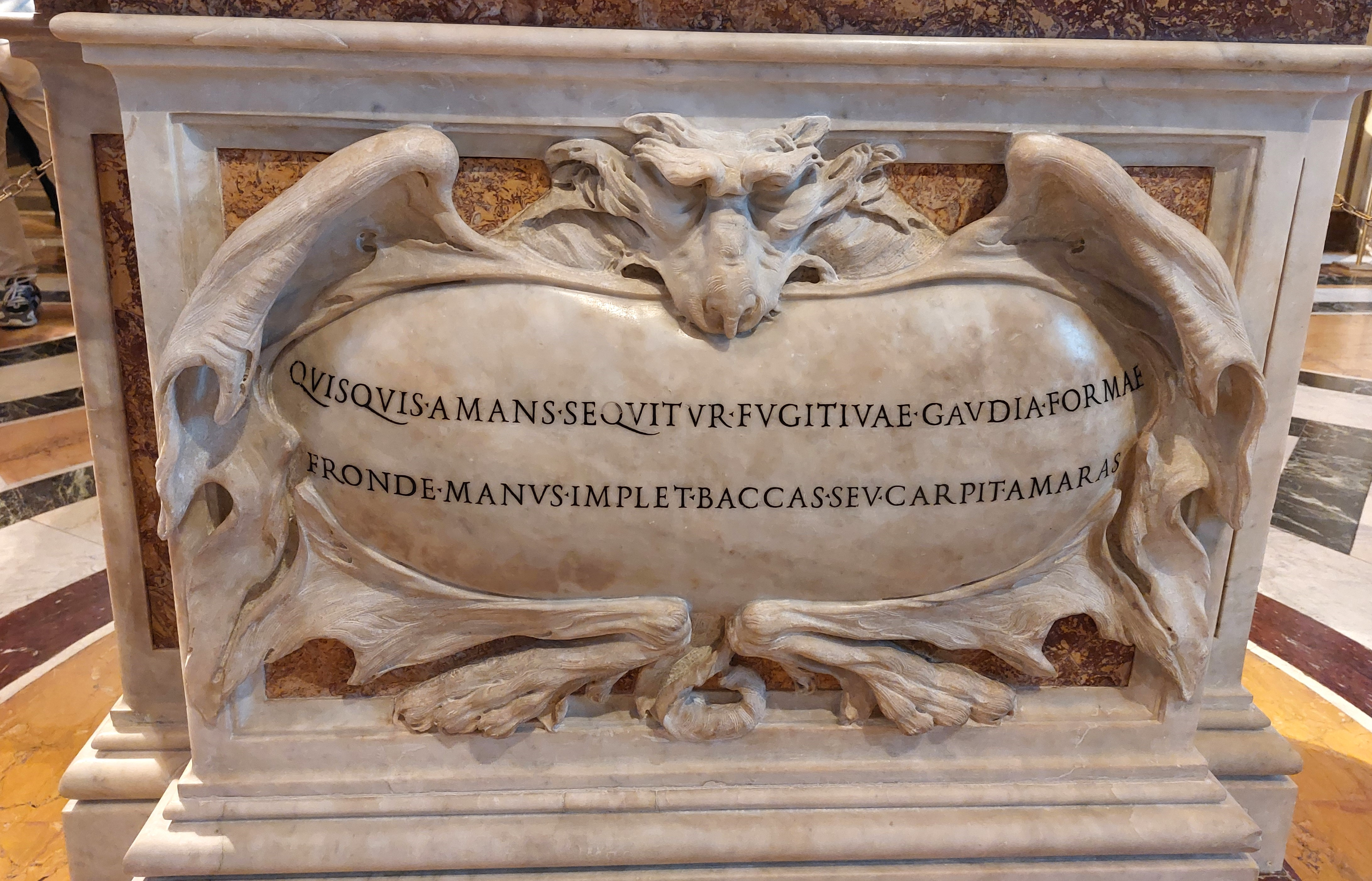
Het moraliserende distichon van Maffeo Barberini.
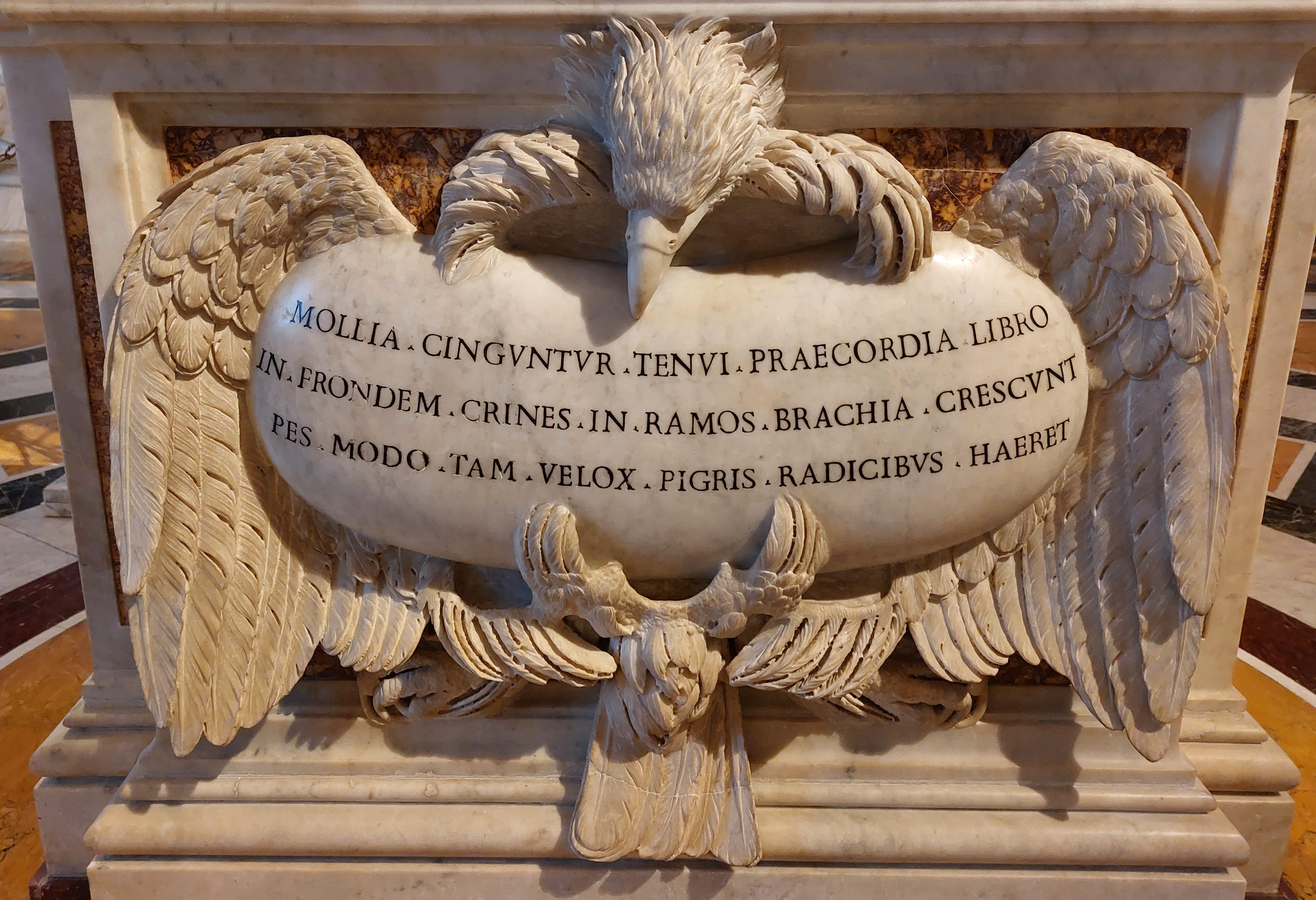
Ovidius, Metamorphoses 1, 549-551.

## Geraadpleegde informatie
- Claudio Strinati, Sofia Barchiesi en Marina Minozzi: La Galerie Borghèse. Ses chefs-d'oeuvre, Foligno 2010, p. 22.
- Kristina Herrmann Fiore, Guide de la Galleria Borghese, Rome 2007, pp. 35-37.
- Webpagina Apollo e Dafne op de site van de Galleria Borghese.